# 이광구
이광구(영어: Lee Kwanggu, 1955년 ~ 2015년 11월 27일)는 대한민국의 바둑해설가, 기자이다.

## 생애
1979년 동아일보에 기자로 입사하였고 1980년 이듬해 한국기원 기관지 '월간바둑'으로 전직하였다. 이후 '바둑신문' 편집장, 조선일보 기왕전 관전기자, 일요신문 객원기자를 역임하며 평생 바둑해설가로 활동하였다.

## 저서
- 《이광구의 바둑 이야기》
- 《다큐멘터리 한국현대바둑 50년》[3]